# Constantin Dinu (rugbist)
Constantin Dinu (n. 29 aprilie 1945, București, România – d. 14 decembrie 2022, Chitila, Ilfov, România) a fost un jucător de rugby român care a jucat pe postul de pilier.

## Palmares

### Club
- Câștigător al Ligii Naționale de Rugby (1966, 1967)
- Câștigător al Cupei României (1982)

### Internațional
- Câștigător al Cupei Națiunilor FIRA 1968–69 [3]
- Câștigător al Trofeului FIRA ( 1975, 1977, 1981, 1983) [3]